# Reserva nacional Las Vicuñas
La Reserva Nacional Las Vicuñas tiene una superficie que alcanza las 209 131 hectáreas. Comprende la precordillera y el altiplano andino (4300 y 5800 m s. n. m.) del extremo sureste de la Región de Arica y Parinacota, Provincia de Parinacota, comuna de Putre, encontrándose al sur del Parque Nacional Lauca y al norte del Monumento Natural Salar de Surire.
Esta reserva nacional representa no solo al altiplano, sino que tiene parte de su superficie en la estepa altoandina, ubicada en la precordillera. Las mayores alturas que se presentan son los cerros y volcanes Puquintica (5780 m s. n. m.), Arintica (5999 m s. n. m.), Salla (5403 m s. n. m.), Belén (5260 m s. n. m.) y Anocariri (5050 m s. n. m.).
El clima es seco. Se caracteriza por lluvias en el verano y nieve en el invierno. La temperatura promedio es entre 8 °C y 15 °C en el día y de -5 °C a -15 °C en la noche. Los ríos que corren por la zona son el Lauca y el Guallatire. La mayor concentración de agua es la laguna Paquisa. Otra fuente de agua es la laguna de Japu.
Aquí se encuentran diversos vestigios de las culturas precolombinas, tales como los altares de origen aimara. Aún viven en pequeños poblados ejemplares de esta cultura. Ellos se dedican al pastoreo de llamas y alpacas.

## Flora y fauna representativa
Sus bofedales y pajonales, junto a la tola (Fabiana densa), la queñoa (Polylepis besseri), la llareta (Azorella compacta) y la paja brava (Festuca orthophylla), permiten la existencia de una profusa fauna de llamas (Lama glama), alpacas (Lama pacos), zorros culpeos andinos (Lycalopex culpaeus andinus), gatos colocolo (Oncifelis colocolo), quirquinchos (Dasypodidae), cuyes (Cavia porcellus), pumas (Puma concolor); hasta anfibios y lagartos. También es posible observar aves como el suri o ñandú (Pterocnemia pennata), kiula o perdiz de la puna (Tinamotis pentlandii), cóndor (Vultur gryphus), cuervo de pantano (Plegadis ridgwayi), guayata (Chloephaga melanoptera) y pato juarjual.

## Visitantes
Esta reserva recibe una gran cantidad de visitantes chilenos y especialmente de extranjeros anualmente.
| Año         | 2010 | 2011 | 2012 | 2013 | 2014 | 2015 | 2016 | 2017 | 2018 | 2019 | 2020 | 2021 | 2022 | 2023 | 2024 |
| ----------- | ---- | ---- | ---- | ---- | ---- | ---- | ---- | ---- | ---- | ---- | ---- | ---- | ---- | ---- | ---- |
| Chilenos    | 64   | 291  | 50   | 93   | 123  | 94   | 143  | 169  | 137  | 157  | 19   | 240  | 246  | 298  | 119  |
| Extranjeros | 384  | 486  | 158  | 357  | 397  | 422  | 338  | 355  | 306  | 596  | 43   | 18   | 88   | 297  | 378  |
| Total       | 448  | 777  | 208  | 450  | 520  | 516  | 481  | 524  | 443  | 753  | 62   | 258  | 334  | 595  | 497  |

## Protección del subsuelo
La Reserva Nacional Las Vicuñas cuenta con una protección de su subsuelo como lugar de interés científico para efectos mineros, según lo establece el artículo 17 del Código de Minería. Estas labores sólo pueden ser ejecutadas mediante un permiso escrito por el presidente de la República y firmado además por el ministro de Minería.
La condición de lugar de interés científico para efectos mineros fue establecida mediante el Decreto Supremo N°29 del 8 de marzo de 1983 y publicado el 12 de mayo de 1983.
que fija el polígono de protección.